# Kia Sorento
O Kia Sorento é um utilitário esportivo da Kia Motors, ficando abaixo do Kia Mohave, porém acima do Kia Sportage.
Em quesito segurança o Sorento 2011 foi galardoado com a classificação máxima 5/5 estrelas de segurança do especialista em segurança acidente, o Programa Europeu de Avaliação de Novos Veículos (Euro NCAP) e Programa de Avaliação do Australasian New Car (ANCAP).
A Sorento também foi premiado no segmento "Top Safety Pick" do Insurance Institute for Highway Safety (IIHS), nos Estados Unidos e teve seu feito repetido na nova recém atualizado para 2014.
O crossover alcançou a nota máxima em testes de colisão no NHTSA graças a medida de um novo sistema de suspensão e 80% de seus componentes renovados. Porém tal feito está disponível somente para os americanos e derivados, o qual não inclui o Brasil, já que o modelo oferecido aqui é fabricado na Coreia do Sul.

## Segunda geração
A redesenhado o Kia Sorento foi lançado na Coreia do Sul em 2009. É o primeiro modelo da Kia a ser fabricado no Estados Unidos na fábrica da Geórgia, a fábrica que também constrói o veículo irmão o Sorento, o Hyundai Santa Fe. O Sorento usa nova grade da Kia, conhecida como "nariz de tigre" projetado pelo design da Kia.
O novo Kia Sorento 2010 foi introduzido no final de 2009 como modelo 2010.

### Atualização da segunda geração
A Kia atualizou o Sorento em 2012, adotando alguns detalhes mais de acordo em frente aos seus rivais, embora somente atualizado e não totalmente novo, como ocorreu com o Hyundai Santa Fe, esta foi adiada para o ano modelo 2014.

## Terceira geração
A terceira geração do Kia Sorento foi apresentada no dia 28 de Agosto de 2014, na Coreia do Sul. O novo Sorento tem mais 95mm de comprimento em relação à geração anterior e é mais baixo, de forma a melhorar o seu comportamento.